# Lisakova kula
Lisakova kula u Varaždinu ostatak je nekadašnjeg sustava gradskih vratiju. Od početka 16. do 19. st. na današnjem su se Trgu bana Jelačića nalazile gradske fortifikacije, u čijem su sustavu, na kraju Gajeve ulice, postojala Sjeverna gradska vrata ili Porta civitatis superior, kao jedan od dva moguća ulaza i izlaza iz grada. Iz tog sistema gradskih vratiju koji su činile dvije kule ostala je očuvana ova renesansna koja se još naziva i „Lisakova kula”. Ona predstavlja dvokatnu zgradu gotovo kvadratnog tlocrta i svođene unutrašnjosti, smještenu na zapadnoj strani trga, koja je tijekom 18. st. pretvorena za stanovanje, a oko 1970. god. adaptirana za potrebe prodavaonice namještaja. Ime je dobila po njenom vlasniku iz prve polovice 20. stoljeća, trgovcu Lisaku.

## Zaštita
Pod oznakom Z-899 zavedeno je kao nepokretno kulturno dobro - pojedinačno, pravna statusa zaštićena kulturnog dobra, klasificirano kao "vojna i obrambena građevina".